# Reinoud van Vught
Reinoud van Vught (Goirle, 25 november 1960) is een Nederlands kunstschilder. Zijn laatste werken zijn abstract en geïnspireerd door de natuur. Ze hebben warme kleuren en hebben een heftig gebruik van verf, die dik is opgezet.
Van Vught volgde van 1979 tot en met 1984 de opleiding Monumentaal Schilderen aan de Academie voor Beeldende Kunsten Sint-Joost in Breda. Hij woont en werkt in Goirle. Hij werkte onder meer samen met Marc Mulders. Reinoud van Vught maakt ook deel uit van de Tilburgse School, waartoe ook Paul van Dongen, Guido Geelen, Marc Mulders en Ronald Zuurmond behoren.

## Prijzen
- 1991: Aanmoedigingsprijs Amsterdams Fonds voor de Kunst
- 1994: Wim Izaksprijs
- 1997: Philip Morris Kunstprijs
- 2000: Jeanne Oosting Prijs
- Diverse stipendia en werkbeurzen van het Fonds BKVB

## Tentoonstellingen (selectie)
- 1996: Wetering galerie, Amsterdam 1995 en Vijf werken op papier De Pont stichting voor hedendaagse kunst, Tilburg
- 1997: Cobra Museum in Amstelveen; Galerie Tanya Rumpff, Haarlem; Wetering galerie, Amsterdam
- 1998: Galerie Arti Capelli, Den Bosch
- 1999: Galerie Hein Elferink, Slingenberg (met Mariette Renssen)
- 2000: Flottmann-Hallen, Herne (BRD); met Gert Brenner, Museum 't Coopmanshûs, Franeker; Flatland galerie, Utrecht en Atelier Van De Nieuwe Dingen, Tilburg
- 2001: Galerie Arti Capelli, 's-Hertogenbosch
- 2007: Kunstplanten met Ronald Zuurmond, Galerie van Kranendonk, Den Haag
- 2007: Solo, Galerie van der Mieden, Antwerpen
- 2007: Reinoud van Vught, Naturen - schilderijen en werken op papier, van 8 september t/m 6 januari in Museum De Pont in Tilburg
- 2009-2010:, Van Vught & van Gogh, van 5 september 2009 tot en met 24 januari 2010 in het Van Goghhuis in Zundert
- 2010: Organics, Galerie Brennecke, Berlijn
- 2010: Solo, Galerie van der Mieden, Antwerpen
- 2010: Solo, Galerie van Kranendonk, Den Haag
- 2010: Passie met Marc Mulders, Museum voor Religieuze Kunst, Uden
- 2010: Xtrapolair met Linda Arts, studio van Dusseldorp, Tilburg
- 2011: Galerie Zand, Eindhoven[2]
- 2019: Procession – GALERIE BORN, Berlin[3]

## Groepstentoonstellingen
1995
- De maan is rond, Museum Jan Cunen, Oss/Museum De Wieger, Deurne.

1996
- Paint, Galerie Tanya Rumpff, Haarlem
- Wetering Galerie, Amsterdam

1997
- Paswoord: wordenW127, Amsterdam
- Zomergasten, Noordbrabants Museum, 's-Hertogenbosch

1998
- Good Heavens, Flatland Galerie, Utrecht

1999
- Skulls, Galerie Rob Jurka/Barbara Farber, Amsterdam
- Art Brussels, Galerie Rob Jurka/Barbara Farber, Amsterdam
- KunstRAI, Wetering Galerie en Galerie Arti Capelli

2000
- Inkeer, Verschillende locaties in Nederland
- Galerie Lambert Tegenbosch, Heusden

2001
- Floating Time - Tuin der Lusten/Garden of Earthly Delight Langs de oevers van de Grote Stroom, 's-Hertogenbosch
- Aanwinsten hedendaagse kunst Noordbrabants Museum, 's-Hertogenbosch
- Silvana Facchini galerie, Miami, V.S.
- Grasboter Lokaal 01, Breda
- 1001 nacht Museum Jan Cunen, Oss
- Pieta Museum voor religieuze kunst, Uden

2002
- Sporen galerie Rob Jurka, Amsterdam
- Philip Morris Kunstprijs
- Cobra Museum, Amstelveen
- Kunst zonder kerk Nederlandse Christelijke kunst uit de Rijkscollectie 1980-1990 Museum voor Religieuze Kunst, Uden
- Iets wat zoveel kost is alles waard De Beyerd, Breda
- Galerie van Kranendonk, 's-Gravenhage
- Hofvijver in poëzie & beeld, diverse locaties, Den Haag
- Beneden de rivieren Museum Jan Cunen, Oss
- Sylvana Facchini galerie, Miami V.S.

2003
- De Tilburgse School Cobra Museum voor hedendaagse kunst, Amstelveen
- De Tilburgse School Kunstverein Salzgitter Museum Schloss Salder, Salzgitter
- Vier eeuwen roken in de kunst - van Jan Steen tot Pablo Picasso Kunsthal, Rotterdam
- European Art at Dupont Circle galerie K, Washington
- Autour de Vincent St. Annaklooster, Zundert

2004
- Pelgrimage Tilburgse School in het klooster van Wittem, Gulpen-Wittem
- Tegenbeeld De Interpolis kunstcollectie Faxx, Tilburg
- Lusthof ArtRotterdam galerie van Kranendonk

2005
- Religie in de hedendaagse kunst, Gorcums Museum, Gorinchem
- Summershow, Galerie van der Mieden, Antwerpen
- HXBXD Rabobank Kunstcollectie, Gemeentemuseum, Den Haag
- Wim Izaks stipendium, Dordrechts museum
- Het offer - an intimate I, De Beyerd, Breda

2006
- De Italiaanse Verlokking, Museum Het Valkhof, Nijmegen
- Ark van Noach - Tilburgse School De Nederlandsche Bank, Amsterdam / Galerie van der Mieden, Antwerpen / Museum De Pont, Tilburg
- Bettie van Haaster - Paul den Hollander - Reinoud van Vught Galerie Arti Capelli, 's Hertogenbosch

2007
- Water, Museum Waterland, Purmerend
- Uit de diepte Marc Mulders / Reinoud van Vught, Studio van Dusseldorp, Tilburg
- Kunstplanten Reinoud van Vught / Ronald Zuurmond, Galerie van Kranendonk, Den Haag
- ArtBrussels, Galerie van der Mieden, Brussel
- ArtRotterdam, Galerie van Kranendonk, Rotterdam
- ArtAmsterdam, Galerie van der Mieden, Amsterdam

2008
- Van Labyrinth tot Big Mama, Textielmuseum, Tilburg
- Vincent van Gogh - de wortels van een meester, Vincent van GoghHuis, Zundert
- Aslijnen op kopvlakken Deprezgebouw, Tilburg
- De visuele compositie van de plaats, CCHA, Hasselt (B)
- La collection De Pont a Paris, Institut Néerlandais, Parijs
- Panorama, Studio van Dusseldorp, Tilburg
- 21 jaar hedendaagse religieuze kunst, Museum voor religieuze kunst, Uden
- Jubileumtentoonstelling, NBKS, Breda
- ArtAmsterdam, Galerie van der Mieden / CS Editions

2009
- Claudy Jongstra - Marc Mulders - Alexander van der Slobbe - Reinoud van Vught, Galerie Zand, Eindhoven
- Aan de oppervlakte, Studio van Dusseldorp, Tilburg
- Novosibirsk Graphic Art Biennal, Museum Novosibirsk, Rusland
- In miniatuur, Studio van Dusseldorp, Tilburg
- Eden, Galerie Van der Mieden, Antwerpen
- After the goldrush, Galerie Brennecke, Berlijn
- Nature Close By, Galerie van Kranendonk, Den Haag
- ArtAmsterdam, Galerie van Kranendonk

2010
- Recente aanwinsten, Museum De Pont, Tilburg
- Solo, Galerie van der Mieden, Antwerpen
- Deep Purple (solo), Galerie van Kranendonk, Den Haag
- ArtAmsterdam, Galerie Zand

2017
- 3x aus Holland, GALERIE BORN, Born a. Darss, Duitsland[4]

## Musea
Werken van Reinoud van Vught zijn onder meer in de collectie van:
- Museum Jan Cunen, Oss
- Noordbrabants Museum, 's-Hertogenbosch
- Museum De Pont, Tilburg[5]
- De Wieger|Museum De Wieger, Deurne
- Van Goghhuis, Zundert
- Centraal Museum, Utrecht
- Museum voor Religieuze Kunst, Uden
- Frans Hals Museum, Haarlem